# L'Homme assis dans le couloir
L'Homme assis dans le couloir est un récit de Marguerite Duras paru le 1er mai 1980 aux éditions de Minuit.

## Éditions
- Les Éditions de Minuit, 1980  (ISBN 2707303089).